# Swedish Open 1977
Die Swedish Open 1977 fanden vom 6. bis zum 9. Januar 1977 in Stockholm statt. Es war die 22. Austragung dieser internationalen Meisterschaften von Schweden im Badminton. Finaltag war der 9. Januar 1977. Im Finale des Herreneinzels besiegte Liem Swie King den Dänen Flemming Delfs mit 15:4 und 15:8.

## Titelträger
| Disziplin    | Sieger                      |
| ------------ | --------------------------- |
| Herreneinzel | Liem Swie King              |
| Dameneinzel  | Lene Køppen                 |
| Herrendoppel | Ade Chandra Tjun Tjun       |
| Damendoppel  | Barbara Giles Gillian Gilks |
| Mixed        | Derek Talbot Gillian Gilks  |

## Finalresultate
| Disziplin    | Sieger                      | Finalist                        | Ergebnis            |
| ------------ | --------------------------- | ------------------------------- | ------------------- |
| Herreneinzel | Liem Swie King              | Flemming Delfs                  | 15–4, 15–8          |
| Dameneinzel  | Lene Køppen                 | Gillian Gilks                   | 11–5, 11–2          |
| Herrendoppel | Ade Chandra Tjun Tjun       | Bengt Fröman Thomas Kihlström   | 17–18, 17–16, 15–11 |
| Damendoppel  | Barbara Giles Gillian Gilks | Marjan Ridder Joke van Beusekom | 15–5, 15–8          |
| Mixed        | Derek Talbot Gillian Gilks  | Steen Skovgaard Lene Køppen     | 15–6, 15–9          |